# The Hunger (canción de The Distillers)
The Hunger es el tercer sencillo de la banda de punk rock The Distillers, sacado de su tercer álbum Coral Fang. La banda Eagles of Death Metal hizo una versión de la canción, la cual aparece en algunas copias de su segundo álbum de estudio.

## Lista de canciones
1. «The Hunger»
2. «Dismantle Me» (XFM Session)
3. «The Hunger» (XFM Session)